# Atlantische reuzeninktvis
De Atlantische reuzeninktvis (Architeuthis dux) is een inktvissensoort, de grootste soort uit het geslacht Architeuthis in de familie Architeuthidae. De wetenschappelijke naam van de soort werd, samen met die van het geslacht, in 1857 gepubliceerd door Japetus Steenstrup.

## Kenmerken
De mantel van deze soort wordt tot 2,25 meter lang, bij een totale lengte (inclusief de vangarmen) van maximaal 13 meter, en een gewicht van maximaal 330 kilogram (dit is het geschatte gewicht van het exemplaar dat in juni 2020 in Zuid-Afrika op het strand aanspoelde).

## Verzamelde exemplaren
De meeste verzamelde exemplaren zijn aangespoeld of aangetroffen in de maag van een potvis, en verkeren in zeer slechte staat. De kennis over dit dier is dus beperkt. Soorten in het geslacht Architeuthis werden daarom voornamelijk op basis van de vindplaats van elkaar onderscheiden.
Stijging van koud water naar hogere zeeniveaus heeft in bepaalde gebieden, waaronder Newfoundland      (Canada) en de kust van Noorwegen, geleid tot een verhoging van het aantal aangespoelde exemplaren.

## Vijanden
In de zuidelijke delen van de Indische Oceaan rond de Kerguelen is predatie op de Atlantische reuzeninktvis en de kolossale inktvis door sluimerhaaien (Somniosidae) aangetoond, waarbij niet duidelijk is welke haaiensoort het exact betreft.

## Synoniemen
Er zijn in de loop der tijd tegen de twintig namen gepubliceerd voor soorten uit het geslacht Architeuthis of een verwant geslacht. De slechte staat waarin het typemateriaal doorgaans verkeert moet het voor de auteurs niet makkelijk hebben gemaakt om te beoordelen of de soort al eerder beschreven en benoemd was. Nu het met behulp van DNA-analyse ook mogelijk is het volledige genetisch materiaal van dieren met elkaar te vergelijken, ook als er maar delen van bewaard zijn gebleven, wint de opvatting terrein dat er in feite maar één kosmopolitische soort Architeuthis bestaat. De jongere namen zijn daarom naar de synonymie verwezen.
- Architeuthis monachus Steenstrup [in Harting], 1860
- Megaloteuthis harveyi Kent, 1874
- Dinoteuthis proboscideus More, 1875
- Loligo hartingii Verrill, 1875
  - Architeuthis hartingii (Verrill, 1875)
- Architeuthis princeps Verrill, 1875
- Mouchezis sanctipauli Vélain, 1877
  - Architeuthis sanctipauli (Vélain, 1877)
- Megateuthus martensii Hilgendorf, 1880
  - Architeuthis martensii (Hilgendorf, 1880)
- Plectoteuthis grandis Owen, 1881
- Steenstrupia stockii Kirk, 1882
  - Architeuthis stockii (Kirk, 1882)
- Architeuthis verrilli Kirk, 1882
- Architeuthis kirkii C.W. Robson, 1887
- Architeuthis longimanus Kirk, 1888
- Dubioteuthis physeteris Joubin, 1900
  - Architeuthis physeteris (Joubin, 1900)
- Architeuthis japonica Pfeffer, 1912
- Architeuthis clarkei G.C. Robson, 1933
- Architeuthis nawaji Cadenat, 1935